# 穴モテ
穴モテ（あなモテ）とは、女性が体目当て（俗に言うヤリモク）の男から言い寄られることの多いさま、及び、そのような女性を指す通俗的な表現である。

## 概説
人としての魅力に由来する、通常の「モテ」とは違い、「穴モテ」は女性の魅力にかかわらず、肉体関係を目的として男性から好かれる事を指す。
こうした現象について、20代～30代の女性を対象にしたアンケートでは『ただの性欲処理で人とも思われていないから。女の価値の損失にすぎない』『本当の意味でモテているわけではない』など多くの女性が不幸であると考えている。
『簡単にセックスできそうだから男性が近づいてきているのに、モテていると勘違いしている』という意味で悪口としても使われる。

### 男女特性論への発展
恋愛市場において、女性にはいわゆる「穴モテ期」＝膣がついている（女性である）という理由だけで、男性から言い寄られる時期があることから男女不平等の例として「穴モテ」論が挙げられることがある。